# قشلاق اوچ بلاغ
قشلاق اوچ بلاغ یک روستا در ایران است که در دهستان ارشق شرقی واقع شده‌است. قشلاق اوچ بلاغ ۹ نفر جمعیت دارد.